# Pristimantis bogotensis
Espèce
Synonymes
- Hylodes bogotensis Peters, 1863
- Eleutherodactylus bogotensis (Peters, 1863)
- Hylodes fasslianus Werner, 1916

Statut de conservation UICN

 LC  : Préoccupation mineure
Pristimantis bogotensis est une espèce d'amphibiens de la famille des Craugastoridae.

## Répartition
Cette espèce est endémique du département de Cundinamarca en Colombie. Elle se rencontre entre 2 600 et 3 400 m d'altitude dans la cordillère Orientale.

## Description

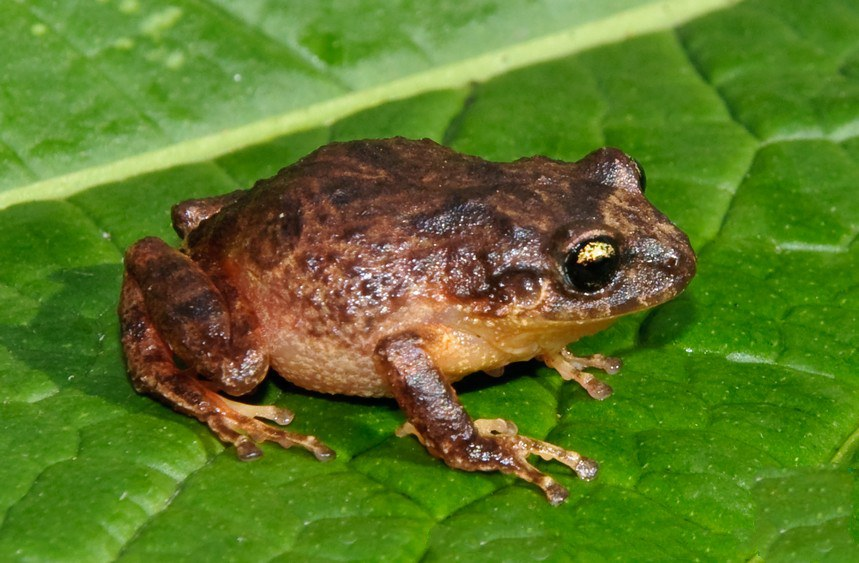

Dans sa description l'auteur indique une taille moyenne des mâles de 26 mm et de 35 mm pour les femelles.

## Étymologie
Son nom d'espèce, composé de bogot[a] et du suffixe latin -ensis, « qui vit dans, qui habite », lui a été donné en référence au lieu de sa découverte, Bogota.

## Publication originale
- Peters, 1863 : Über eine neue Schlangengattung, Styporhynchus, und verschiedene andere Amphibien des zoologischen Museums. Monatsberichte der Königlich Preussischen Akademie der Wissenschaften zu Berlin, vol. 1863, p. 399-413 (texte intégral).